# Zolex
Zolex was een Belgisch danceproject opgericht door DJ Maurizzio (Maurits Engelen, neef van Maurice Engelen). Het project scoorde meerdere hits in de Dance wereld met nummers als Time Modulator (Black Out), Yes & No, Mono sound (Where is the dog?), Beautiful Inside en Carat Trax.

## Discografie

### Singles
| Single met hitnotering(en) in de Vlaamse Ultratop 50 | Datum van verschijnen | Datum van binnenkomst | Hoogste positie | Aantal weken | Opmerkingen |
| ---------------------------------------------------- | --------------------- | --------------------- | --------------- | ------------ | ----------- |
| Carat Trax II                                        | 1995                  | 05-08-1995            | 14              | 19           |             |

## Trivia
- Het nummer Carat Trax II was het themalied van het programma Ideale Maten.